# خالد دخيل
خالد دخيل العنزي لاعب كرة قدم سعودي ، لعب سابقاً في نادي الباطن .

## روابط خارجية
- خالد دخيل على موقع Soccerway.com (الإنجليزية)